# Synagogue du judaïsme libéral de Genève
Beith GIL est une synagogue située à Genève s'inscrivant dans le mouvement du judaïsme libéral. Ensemble avec les communautés libérales de Bâle et Zurich, elle fait partie de la Plateforme des Juifs Libéraux de Suisse.

## Histoire
La communauté juive libérale de Genève est fondée en 1970 par le rabbin François Garaï.
Un bâtiment situé 43 de la Route de Chêne, à Genève dans le quartier des Eaux-Vives construit par les architectes  Daniel Schwarz et Massimo Bianco est inauguré le 15 mars 2010. Sa forme évoque le chofar, un instrument de musique à vent en  corne de bélier utilisées dans les  cérémonies .
D'une surface de 1 600 m2, il est divisé en deux parties, l'un est un centre communautaire avec des salles de cours et des bureaux et l'autre une synagogue et peut accueillir plus de 500 personnes. Sur la façade fermée  coté rue se trouvent cinq ouvertures symbolisant les  cinq premiers commandements. Coté cour, cinq montants métalliques symbolisent les cinq derniers commandements. Le plafond possède un  sept travées  représentant les sept jours de la semaine. Sur la façade,  un grand chandelier à 7 branches menorah est visible coté rue. 
Les dimensions de l’Arche de 248 × 365 cm  font référence aux 248 commandements positifs et 365 commandements négatifs, le tout constituant les 613 prescriptions (mitzvot) contenues dans la Torah.
A l’extérieur se trouve  un lieu de mémoire avec un monument en bronze symbolisant la Shoah réalisé par l’artiste genevoise  Isabelle Perez.

## Galerie

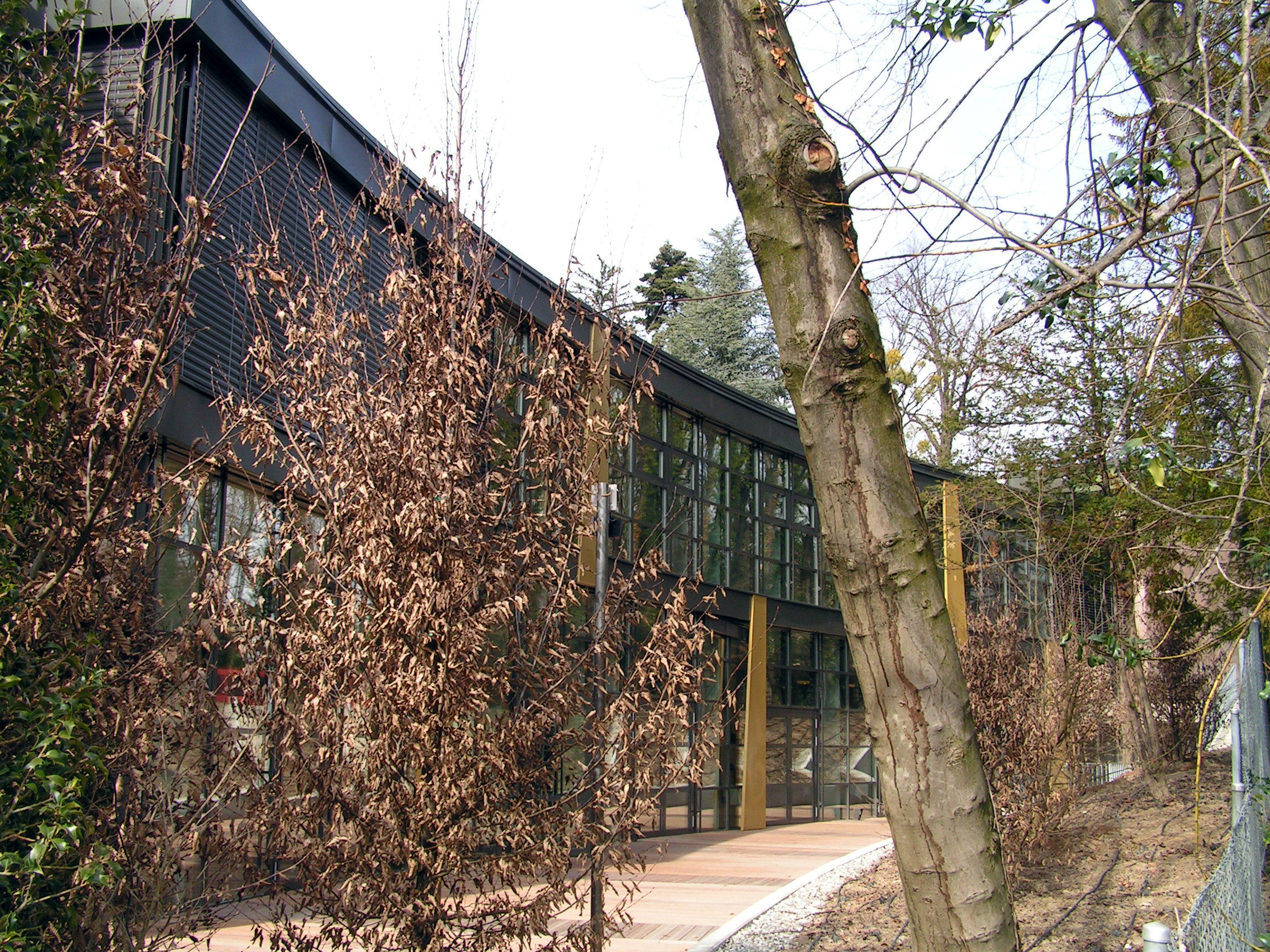
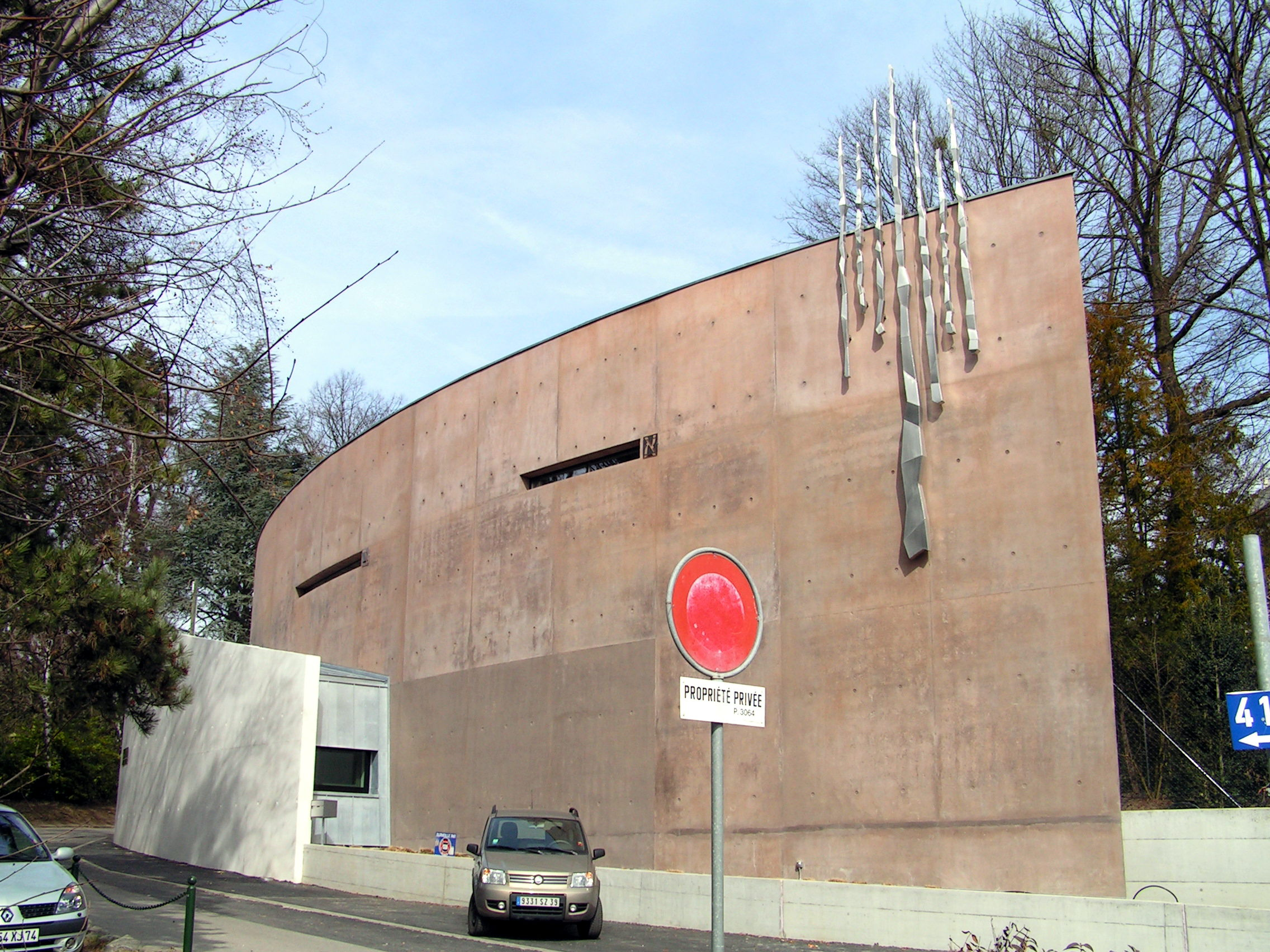